# Sevilhana

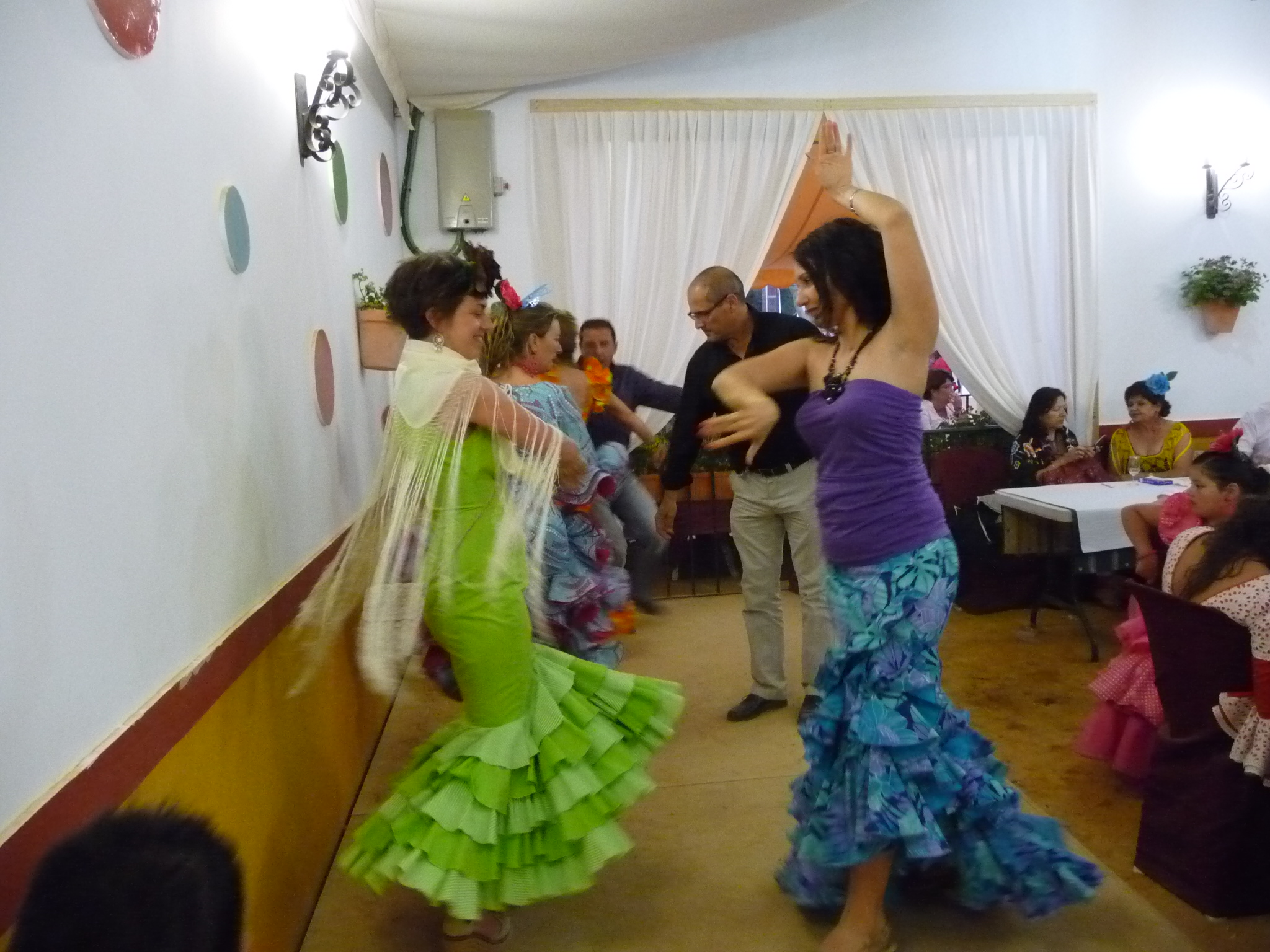
Dança sevilhana

Sevilhana é uma dança popular do flamenco. O seu ritmo é 3/4 ou melhor 6/8. A dança sevilhana não vem de Sevilha. É uma velha dança popular, aparecendo durante as festas e dançada por pessoas de todos os sexos e idades, e normalmente dançada por famílias inteiras e 'povos'. A coreografia das Sevilhanas é muito utilizada nas festas. Por isso aprender flamenco normalmente começa com esta dança particular.
É uma dança muito viva, muitas vezes excluída do flamenco. Paradoxalmente, durante espetáculos são as Sevilhanas que as pessoas tomam pelo 'verdadeiro flamenco', já que estão cheias de voltas, de espetáculo e de saias coloridas e em geral de alegria.